# Espinilla (Cantabria)
Espinilla es la capital del municipio de la Hermandad de Campoo de Suso (Cantabria, España).   La localidad se encuentra a 950 metros de altitud sobre el nivel del mar, y a 83 kilómetros de distancia de la capital cántabra, Santander. En el año 2024 contaba con una población de 112 habitantes (INE)
La localidad se encuentra a orillas del río Híjar, origen del Ebro.

## Paisaje y naturaleza
Espinilla se sitúa en el centro geográfico de Campoo de Suso, dominando la amplia planicie de la vega que forma el Híjar. Las tierras de los alrededores del pueblo están ocupadas casi en su totalidad por prados de siega y pastizales con los que se mantiene una nutrida cabaña ganadera de vacuno y caballar, con destino cárnico.

## Patrimonio histórico
En Espinilla se cruzan las principales arterias de comunicación que atraviesan la comarca del Alto Campoo: la carretera Reinosa-Brañavieja, que sirve como eje y carretera principal a todo el valle, la que sale hacia Cabezón de la Sal por el puerto de Palombera y la que conduce a los pueblos palentinos de Salcedillo y Brañosera por el collado de Somahoz. Estas carreteras de hoy en día siguen trayectos similares a los de las calzadas de los antiguos romanos, es especial la que cruzaba Campoo desde el collado de Somahoz hasta el puerto de Palombera, para desde aquí descender por el valle del Saja en busca de los puertos de la costa cantábrica. Por este camino penetraron a partir del siglo VIII y IX los foramontanos, los primeros repobladores de las tierras que se habían vaciado tras la invasión musulmana, como ocurrió con el propio Campoo.
Precisamente en Espinilla, en los años cincuenta, se excavaron los restos de una necrópolis de tumbas de lajas acompañadas de toscas estelas que parecen ser de aquella época (se conservan en su mayor parte en el museo de Prehistoria de Santander, aunque tres de ellas se guardan en la capilla de la torre de Proaño).
En Espinilla existen dos barrios. En el de Abajo, que perteneció hasta 1881 al Marquesado de Argüeso, con dos buenos ejemplos de arquitectura civil barroca del siglo XVII: la casa-torre de los Ríos (con buena en arcos y ventanas, tres escudetes e inscripción relativa a los dominios en Campoo de ese importante señorío) y la última casa en la salida hacia Barrio, muy representativa del estilo, aunque excesivamente restaurada, con el torpe añadido de un buen escudo del año 1703, semioculto en una pared lateral.
En el barrio de arriba, casi todos los edificios se construyeron a finales del siglo pasado y en las primeras décadas del actual, consecuencia de la actividad económica y administrativa que se genera en Espinilla al pasar a ser este pueblo la sede de la Hermandad de Campoo de Suso, creada en 1881 con la fusión en un solo ayuntamiento de Campoo de Suso y los pueblos que dependían del extinto marquesado de Argüeso. En los últimos años de la centuria debió construirse la iglesia de San Cristóbal, en un estilo historicista muy desornamentado. Cercana está la casa consistorial, de 1916, y al lado de la carretera, casas y chalets en la misma línea estética.